# サンクトペテルブルク地下鉄3号線
サンクトペテルブルク地下鉄3号線（サンクトペテルブルク3ごうせん）（別名 ネフスコ（ネヴァ）・ヴァシレオストロフスカヤ（ワシリー島）線）は、サンクトペテルブルク市プリモルスキー区（沿海区）のベゴヴァヤ駅とネフスキー区（ネヴァ区）のルィバツコエ駅とを結ぶサンクトペテルブルク地下鉄の路線である。

## 概要
現在は、市西部のプリモルスキー区（沿海区）のベゴヴァヤ駅と、市南東部のネフスキー区（ネヴァ区）のルィバツコエ駅を結んでいる。プロシャチ　アレクサンドラ　ネフスコゴ1駅（アレクサンドル・ネフスキー広場1駅）からルィバツコエ駅までは、ほぼネヴァ川の左岸に沿っている。将来的にはベゴヴァヤ駅から北に延伸計画があるほか、ヴァシレオストロフスカヤ（ワシリー島）駅とゴスチヌイ ドヴォル駅の間にアドミラルチェイスカヤ駅（海軍省）を新設して5号線や計画中の7号線との乗換駅にする計画がある。

## 歴史
- 1967年（昭和42年）11月3日：ヴァシレオストロフスカヤ駅（ワシリー島駅）- プロシャチ　アレクサンドラ　ネフスコゴ1駅（アレクサンドル・ネフスキー広場1駅）間が開業。
- 1970年（昭和45年）12月25日：プロシャチ　アレクサンドラ　ネフスコゴ1駅（アレクサンドル・ネフスキー広場1駅）- ロモノソフスカヤ駅（ロモノソフ駅）間が開業。
- 1979年（昭和54年）9月29日：ヴァシレオストロフスカヤ駅（ワシリー島駅）- プリモルスカヤ駅（沿海駅）間が開業。
- 1981年（昭和56年）7月10日：オブホヴォ駅（オブホフ駅）- ルィバツコエ駅間が開業。
- 2018年（平成30年）5月26日：ヴァシレオストロフスカヤ駅（ワシリー島駅）- ベゴヴァヤ駅間が開業。2018 FIFAワールドカップロシア大会のサンクトペテルブルクにおける会場であるサンクトペテルブルク・スタジアムへの足として建設された区間である。
- 2020年（令和2年）8月14日：ノヴォクレストフスカヤ駅（新十字架駅）を、駅前スタジアムを本拠地とするサッカーチームの名に因むゼニト駅に改称。

## 駅一覧
- 全駅がサンクトペテルブルク市に所在。

| カタカナ転写駅名                        | 日本語での意味                                     | ロシア語駅名                 | 深さ(単位m) | 駅間営業キロ | 営業キロ | 接続路線                                                                                | 所在地                               |
| --------------------------------------- | -------------------------------------------------- | ---------------------------- | ----------- | ------------ | -------- | --------------------------------------------------------------------------------------- | ------------------------------------ |
| ベゴヴァヤ駅                            | （「レーシング」という意味の通り名）駅             | Беговая                      | 20          |              | 0.0      |                                                                                         | プリモルスキー（沿海）区             |
| ゼニト駅                                | ゼニト駅                                           | Зенит                        | 23          |              |          |                                                                                         | ペトログラツキー（ペトログラート）区 |
| プリモルスカヤ駅                        | 沿海駅                                             | Приморская                   | 71          |              |          |                                                                                         | ワシリエオストロフスキー区           |
| ワシリエオストロフスカヤ駅              | ワシリエフスキー島駅                               | Василеостровская             | 64          |              |          |                                                                                         | ワシリエオストロフスキー区           |
| ゴスチヌイ・ドヴォル駅                  | ゴスチーヌイ・ドヴォール駅                         | Гостиный двор                | 56          |              |          |                                                                                         | ツェントラリヌィ（中央）区           |
| マヤコフスカヤ駅                        | マヤコフスキー駅                                   | Маяковская                   | 51          |              |          | 地下鉄：■1号線(プロシャチ ヴォスタニヤ（蜂起広場）駅)、ロシア鉄道（モスコーフスキー駅） | ツェントラリヌィ（中央）区           |
| プロシャチ アレクサンドラ ネフスコゴ1駅 | アレクサンドル・ネフスキー広場1駅                  | Площадь Александра Невского1 | 54          |              |          | 地下鉄：■4号線(アレクサンドルネフスキー広場2駅)                                         | ツェントラリヌィ（中央）区           |
| エリザロフスカヤ駅                      | エリザロフ（革命家の名）駅                         | Елизаровская                 | 62          |              |          |                                                                                         | ネフスキー（ネヴァ）区               |
| ロモノソフスカヤ駅                      | ロモノソフ駅                                       | Ломоносовская                | 65          |              |          |                                                                                         | ネフスキー（ネヴァ）区               |
| プロレタルスカヤ駅                      | プロレタリア駅                                     | Пролетарская                 | 76          |              |          |                                                                                         | ネフスキー（ネヴァ）区               |
| オブホヴォ駅                            | オブホフ（1901年に大規模なデモを行った工場の名）駅 | Обухово                      | 58          |              |          |                                                                                         | ネフスキー（ネヴァ）区               |
| ルィバツコエ駅                          | ルィバツコエ（「漁師町」という意味の地名）駅       | Рыбацкое                     | 地上駅      |              | 28.8     | ロシア鉄道                                                                              | ネフスキー（ネヴァ）区               |